# Karina Pecina
Karina Pecina es una deportista argentina que compitió en taekwondo. Ganó dos medallas en el Campeonato Panamericano de Taekwondo en los años 1994 y 1998.

## Palmarés internacional
| Campeonato Panamericano | Campeonato Panamericano | Campeonato Panamericano | Campeonato Panamericano |
| Año                     | Lugar                   | Medalla                 | Categoría               |
| ----------------------- | ----------------------- | ----------------------- | ----------------------- |
| 1994                    | Heredia (Costa Rica)    | Medalla de bronce       | –65 kg                  |
| 1998                    | Lima (Perú)             | Medalla de plata        | –60 kg                  |